# It's A Grind Coffee House
It's A Grind Coffee House est le nom d'une franchise de cafés qui vend une variété de cafés, thés, boissons rafraichissantes ainsi que de la boulangerie. La marque fut fondée en 1994, et la première enseigne ouverte en juillet 1995 au 5933, East Spring Street, à Long Beach, en Californie. Le nom de "It's A Grind Coffee House" est une marque déposée de IAG Coffee Franchise, LLC.

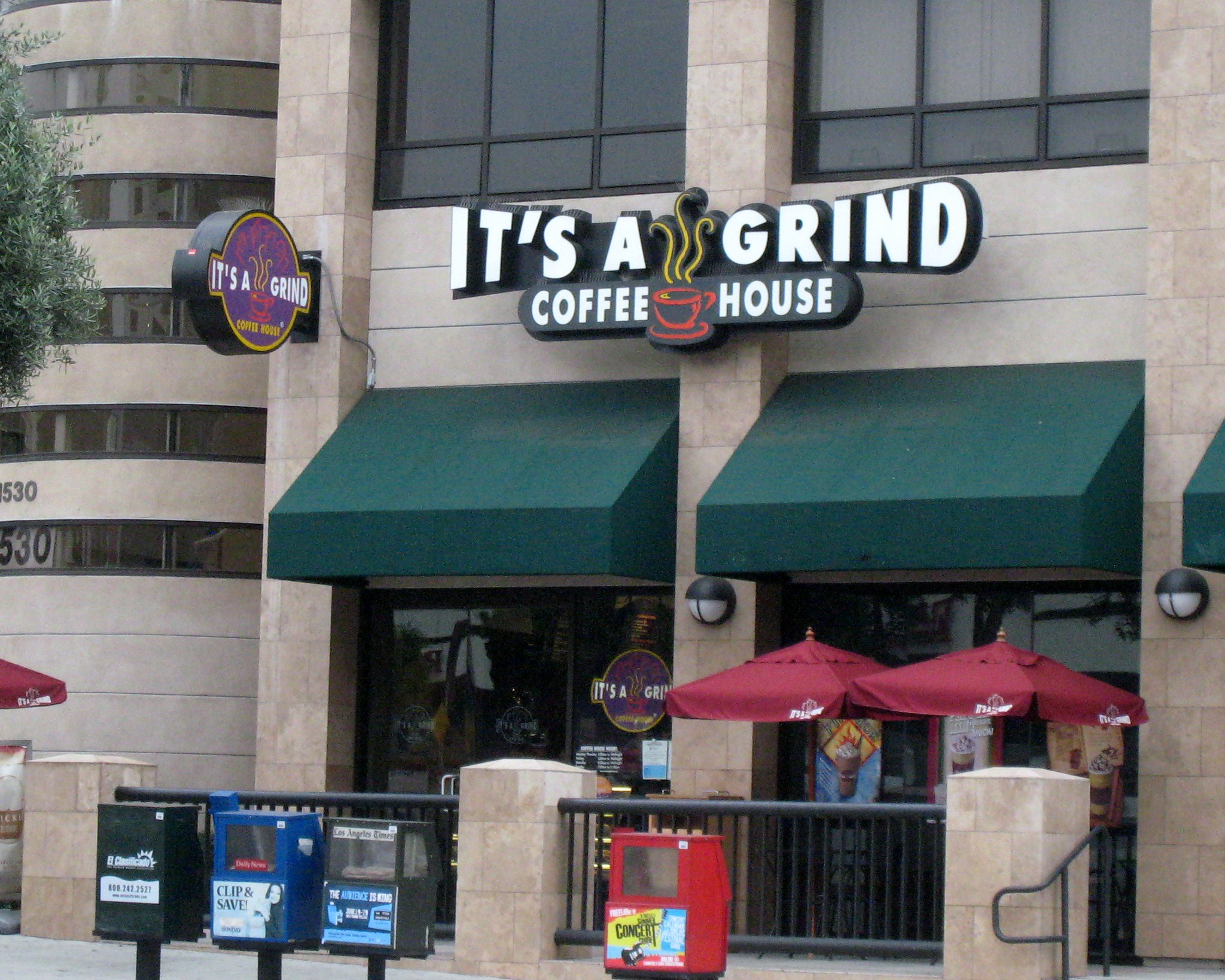
Enseigne It's A Grind Coffee House à Los Angeles, en Californie

À présent, 136 cafés sont en construction dans des endroits localisés dans 14 États américains, tels que le Nevada, la Californie, l'Arizona, le Colorado, la Floride, le Missouri, le Tennessee, le Texas, le Connecticut et le New Jersey. La compagnie était classée dans le top 500 des enseignes aux États-Unis par le site Entrepreneur.com en 2008.

## Dans la culture populaire
Bien qu'inconnue de la majorité de la population américaine, It's A Grind Coffee House a reçu une vaste exposition dans la série de la chaîne Showtime Weeds à travers un contrat de placement de produit. La franchise est mise en valeur dès le générique d'ouverture, et les personnages de la série ont souvent un gobelet estampillé de la marque à divers moments des épisodes.